# Тозик, Анатолий Афанасьевич
Анатолий Афанасьевич То́зик (бел. Анатоль Апанасавіч Тозік; род. 13 марта 1949, Казанск, Полесская область) — белорусский государственный деятель, председатель Комитета государственного контроля (2000—2006), посол РБ в КНР (2006—2010), заместитель премьер-министра Республики Беларусь с 28 декабря 2010 года по 2014 год, директор Института китаеведения имени Конфуция Белорусского государственного университета (с ноября 2016 г.), председатель общества дружбы «Беларусь-Китай».

## Биография
В 1971 году окончил исторический факультет Белорусского государственного университета, поступил в аспирантуру. В 1974 году защитил кандидатскую диссертацию по истории КПСС (07.00.01) «Деятельность компартии Белоруссии по укреплению своих рядов в условиях подполья в годы Великой Отечественной войны»; в 1981 году издательство БГУ выпустило его монографию «В дни суровых испытаний: Укрепление рядов КП(б)Б в условиях подполья в годы Великой Отечественной войны (1941—1944)». В 1974-79 годах работал преподавателем, старшим преподавателем, а затем — доцентом; параллельно участвовал в комсомольской работе.
В 1980 году окончил Высшие курсы КГБ в Минске. Работал в органах государственной безопасности, на Высших курсах КГБ, в 1990-х годах стал заместителем Государственного секретаря Совета Безопасности Республики Беларусь.
22 июля 2000 года назначен председателем Комитета государственного контроля. 13 апреля 2006 года был назначен послом в Китайской Народной Республике с присвоением дипломатического ранга Чрезвычайного и Полномочного Посла. 28 декабря 2010 года назначен заместителем премьер-министра Республики Беларусь.
Награды Кавалер ордена Отечества III степени, ордена Почёта, а также ордена Святого равноапостольного великого князя Владимира III степени. Награждён медалями.